# Воинское присутствие
Во́инское прису́тствие — в Российской империи орган по организации отбывания воинской повинности.

## Члены присутствия
В каждой губернии и области, кроме областей войска Донского, Кубанского, Терского и Уральского, состояло губернское или областное по воинской повинности присутствие под председательством начальника губернии или области, из членов: вице-губернатора, губернского предводителя дворянства, председателя губернской земской управы, одного члена этой управы, уездного воинского начальника (пребывающего в губернском городе) или лица, его заменяющего, и прокурора окружного суда или его товарища (этот состав несколько изменяется в губерниях, где не введены земские учреждения и суды, образованные на основании судебных уставов 1864 года).
В каждом уезде или округе состоит уездное или окружное по воинской повинности присутствие под председательством уездного предводителя дворянства, из членов: уездного воинского начальника или лица, его заменяющего, уездного исправника и члена земской управы. Когда присутствие действует в призывном участке, имеющем в своем составе городское население, оно дополняется членом от городской управы или членом по выбору городского общества. При действии присутствия на местах призыва состав его дополняется одним из жителей призывного участка, избираемым уездным земским собранием на три года.
Городские по воинской повинности присутствия учреждены в С.-Петербурге, Москве, Одессе, Риге, Варшаве, Вильне, Киеве, Казани, Харькове, Кишинёве, Саратове, Кронштадте, Николаеве, Севастополе и Тифлисе; они состоят под председательством городского головы из членов: уездного воинского начальника, офицера по назначению военного начальства, чиновника по назначению полиции и двух членов городского общественного управления. В Варшаве в городском присутствии председательствует президент города, а на места членов городского общественного управления заступают два члена из местных жителей по назначению генерал-губернатора.
Для освидетельствования лиц, подлежащих назначению на службу, в уездные, окружные и городские присутствия назначаются с правом совещательного голоса два медика, один от гражданского, а другой от военного управления, и военный приёмщик (последний — без права голоса), а в присутствия губернские или областные, для переосвидетельствования — также по два медика на том же основании.

## Обязанности присутствия
На губернское или областное присутствие возлагается, между прочим: 1) общее по всей губернии или области наблюдение за правильным ходом призыва и приёма лиц, подлежащих воинской повинности; 2) раскладка, назначенная на губернию или область, числа новобранцев между призывными участками; 3) переосвидетельствование подлежащих воинской повинности лиц, а равно тех новобранцев, которые были признаны негодными к службе по прибытии в войска; 4) рассмотрение жалоб на уездные, окружные и городские присутствия.
Уездные, окружные и городские присутствия: 1) составляют и поверяют частные призывные списки; 2) производят самый призыв; 3) определяют права каждого призываемого; 4) определяют, кто из призванных и в каком порядке назначается на службу; 5) производят освидетельствование лиц, подлежащих назначению на службу; 6) принимают новобранцев.

## Рассмотрение жалоб
Жалобы на решения уездных, окружных или городских присутствий как относительно неправильностей в призывных списках, так и по назначению льгот, по определению возраста и годности к службе и др., рассматриваются губернскими и областными присутствиями. Жалобы эти подаются в то присутствие, на которое они приносятся, и в четырёхнедельный срок со дня объявления решения. Губернское или областное присутствие обязано переосвидетельствовать каждое лицо, которым принесена будет жалоба, если не состоялось единогласного решения в уездном, окружном или городском присутствии. По жалобам лиц, о которых состоялось единогласное решение низшей инстанции, а равно по жалобам других лиц, переосвидетельствование производится лишь тогда, когда губернское или областное присутствие признает это необходимым.
Губернским и областным присутствиям предоставлено право, помимо жалоб частных лиц, проверять действия уездных и городских присутствий относительно признания неспособности к военной службе и привлекать признанных неспособными к переосвидетельствованию в течение двух лет со дня постановления уездным присутствием определения по сему предмету. На решения губернского или областного присутствия по жалобам на неправильность по назначению льгот или по освидетельствованию относительно способности к военной службе могут быть приносимы жалобы в Сенат (по 1-му департаменту) в двухмесячный со дня объявления решения срок; другие постановления губернского или областного присутствия обжалованию не подлежат.

## Присутствия в Финляндии
В Финляндии производство дел по воинской повинности возлагается: на призывное присутствие в качестве первой инстанции и на губернское присутствие, составляющее по отношению к первому инстанцию распорядительную и контрольную.